# Zlatko Čajkovski
Zlatko Čajkovski (Zagabria, 24 novembre 1923 – Monaco di Baviera, 27 luglio 1998) è stato un allenatore di calcio e calciatore jugoslavo.

## Carriera

### Giocatore
A livello di club Čajkovski giocò inizialmente per HAŠK, Partizan e finì la carriera prima in Germania con il Colonia e poi in Israele con l'Hapoel Haifa.
Vanta due presenze tra il 1942 e il 1943 per la nazionale dello stato fantoccio di Croazia e tra il 1946 e il 1955 per quella della Jugoslavia con 7 goal].
Partecipò ai Giochi Olimpici 1948 e 1952 dove ha vinto la medaglia d'argento in entrambe le occasioni. Ha partecipato anche alla Coppa del Mondo FIFA 1950 e 1954. Nel 1950 la Jugoslavia ha perso solo con il Brasile nella fase a gironi, durante la quale Čajkovski segnò due gol contro il Messico. Nel 1953, Čajkovski è stato uno dei quattro giocatori croati scelto nella Selezione FIFA XI, che ha giocato contro l'Inghilterra.

### Allenatore
Acquisito il patentino di allenatore presso la Hennes Weisweiler Sports Academy tedesca a Colonia, nel 1961 cominciò ad allenare la formazione del Colonia, dove centrò subito al primo anno la vittoria del campionato. Nel 1963 ha preso in mano le redini al Bayern Monaco, che ha guidato dalla seconda divisione in prima divisione, a due vittorie in Coppa di Germania e alla vittoria nella Coppa delle Coppe in finale contro i Rangers nel 1967. In questo periodo cominciarono a mettersi in luce Sepp Maier, Franz Beckenbauer e, più tardi Gerd Müller, tutti poco più che ventenni, ma che nel giro di pochi anni sarebbero diventati i pilastri di una delle migliori squadre d'Europa. Vinse ancora una Coppa di Germania nel 1970 con la squadra di seconda divisione dei Kickers Offenbach e un campionato e una Coppa di Grecia nel 1978 con l'AEK Atene.

## Statistiche
In grassetto le competizioni vinte.
| Stagione                 | Squadra                  | Campionato               | Campionato | Campionato | Campionato | Campionato | Coppe nazionali | Coppe nazionali | Coppe nazionali | Coppe nazionali | Coppe nazionali | Coppe continentali | Coppe continentali | Coppe continentali | Coppe continentali | Coppe continentali | Altre coppe | Altre coppe | Altre coppe | Altre coppe | Altre coppe | Totale | Totale | Totale | Totale | % Vittorie | Piazzamento |
| Stagione                 | Squadra                  | Comp                     | G          | V          | N          | P          | Comp            | G               | V               | N               | P               | Comp               | G                  | V                  | N                  | P                  | Comp        | G           | V           | N           | P           | G      | V      | N      | P      | %          | Piazzamento |
| ------------------------ | ------------------------ | ------------------------ | ---------- | ---------- | ---------- | ---------- | --------------- | --------------- | --------------- | --------------- | --------------- | ------------------ | ------------------ | ------------------ | ------------------ | ------------------ | ----------- | ----------- | ----------- | ----------- | ----------- | ------ | ------ | ------ | ------ | ---------- | ----------- |
| 1960-1961                | DOS                      | E                        | 34         | 15         | 9          | 10         | CO              | 5               | 4               | 0               | 1               | -                  | -                  | -                  | -                  | -                  | -           | -           | -           | -           | -           | 39     | 19     | 9      | 10     | 48,72      | 5º          |
| 1961-1962                | Colonia                  | O                        | 4          | 4          | 0          | 0          | CG              | 2               | 1               | 1               | 0               | -                  | -                  | -                  | -                  | -                  | -           | -           | -           | -           | -           | 6      | 5      | 1      | 0      | 83,33      | 1º          |
| 1962-1963                | Colonia                  | O                        | 7          | 4          | 2          | 1          | -               | -               | -               | -               | -               | -                  | -                  | -                  | -                  | -                  | -           | -           | -           | -           | -           | 7      | 4      | 2      | 1      | 57,14      | 2º          |
| 1963-1964                | Bayern Monaco            | RS                       | 38         | 22         | 8          | 8          | -               | -               | -               | -               | -               | -                  | -                  | -                  | -                  | -                  | -           | -           | -           | -           | -           | 38     | 22     | 8      | 8      | 57,89      | 2º          |
| 1964-1965                | Bayern Monaco            | RS                       | 36         | 24         | 7          | 5          | -               | -               | -               | -               | -               | -                  | -                  | -                  | -                  | -                  | -           | -           | -           | -           | -           | 36     | 24     | 7      | 5      | 66,67      | 1º (prom.)  |
| 1965-1966                | Bayern Monaco            | B                        | 34         | 20         | 7          | 7          | CG              | 6               | 5               | 1               | 0               | -                  | -                  | -                  | -                  | -                  | -           | -           | -           | -           | -           | 40     | 25     | 8      | 7      | 62,50      | 3º          |
| 1966-1967                | Bayern Monaco            | B                        | 34         | 16         | 5          | 13         | CG              | 5               | 4               | 1               | 0               | CdC                | 9                  | 5                  | 3                  | 1                  | -           | -           | -           | -           | -           | 48     | 25     | 9      | 14     | 52,08      | 6º          |
| 1967-1968                | Bayern Monaco            | B                        | 34         | 16         | 6          | 12         | CG              | 4               | 2               | 1               | 1               | CdC                | 8                  | 4                  | 3                  | 1                  | -           | -           | -           | -           | -           | 46     | 22     | 10     | 14     | 47,83      | 5º          |
| Totale Bayern Monaco     | Totale Bayern Monaco     | Totale Bayern Monaco     | 176        | 98         | 33         | 45         |                 | 15              | 11              | 3               | 1               |                    | 17                 | 9                  | 6                  | 2                  |             | -           | -           | -           | -           | 208    | 118    | 42     | 48     | 56,73      |             |
| 1968-1969                | Hannover 96              | B                        | 34         | 9          | 14         | 11         | CG              | 4               | 2               | 1               | 1               | CdF                | 6                  | 3                  | 0                  | 3                  | -           | -           | -           | -           | -           | 44     | 14     | 15     | 15     | 31,82      | 11º         |
| lug.-dic. 1969           | Hannover 96              | B                        | 15         | 5          | 2          | 8          | CG              | 2               | 1               | 0               | 1               | CdF                | 2                  | 1                  | 0                  | 1                  | -           | -           | -           | -           | -           | 19     | 7      | 2      | 10     | 36,84      | Eson.       |
| Totale Hannover          | Totale Hannover          | Totale Hannover          | 49         | 14         | 16         | 19         |                 | 6               | 3               | 1               | 2               |                    | 8                  | 4                  | 0                  | 4                  |             | -           | -           | -           | -           | 63     | 21     | 17     | 25     | 33,33      |             |
| gen.-giu. 1970           | Kickers Offenbach        | RS                       | 17         | ?          | ?          | ?          | -               | -               | -               | -               | -               | -                  | -                  | -                  | -                  | -                  | -           | -           | -           | -           | -           | 17     | 0      | 0      | 0      | &0,00      | 1º (prom.)  |
| 1970-1971                | Dinamo Zagabria          | PL                       | 34         | 17         | 9          | 8          | KMT             | 3               | 2               | 0               | 1               | CdF                | 6                  | 2                  | 1                  | 3                  | -           | -           | -           | -           | -           | 43     | 21     | 10     | 12     | 48,84      | 3º          |
| dic. 1971-1972           | Norimberga               | RS                       | ?          | ?          | ?          | ?          | -               | -               | -               | -               | -               | -                  | -                  | -                  | -                  | -                  | -           | -           | -           | -           | -           | 0      | 0      | 0      | 0      | —          | 9º          |
| 1972-1973                | Norimberga               | RS                       | 34         | 17         | 7          | 10         | -               | -               | -               | -               | -               | -                  | -                  | -                  | -                  | -                  | -           | -           | -           | -           | -           | 36     | 24     | 7      | 5      | 66,67      | 5º          |
| Totale Norimberga        | Totale Norimberga        | Totale Norimberga        | 70         | 29         | 17         | 24         |                 | -               | -               | -               | -               |                    | -                  | -                  | -                  | -                  |             | -           | -           | -           | -           | 70     | 29     | 17     | 24     | 41,43      |             |
| 1973-1974                | Colonia                  | B                        | 27         | 15         | 5          | 7          | CG              | 3               | 2               | 1               | 0               | CU                 | 8                  | 3                  | 1                  | 4                  | -           | -           | -           | -           | -           | 38     | 20     | 7      | 11     | 52,63      | 5º          |
| 1974-1975                | Colonia                  | B                        | 34         | 17         | 7          | 10         | CG              | 4               | 3               | 0               | 1               | CU                 | 10                 | 6                  | 1                  | 3                  | -           | -           | -           | -           | -           | 48     | 26     | 8      | 14     | 54,17      | 5º          |
| lug.-dic. 1975           | Colonia                  | B                        | 17         | 6          | 6          | 5          | CG              | 3               | 3               | 0               | 0               | CU                 | 4                  | 1                  | 0                  | 3                  | -           | -           | -           | -           | -           | 24     | 10     | 6      | 8      | 41,67      | Eson.       |
| Totale Colonia           | Totale Colonia           | Totale Colonia           | 89         | 46         | 20         | 23         |                 | 12              | 9               | 2               | 1               |                    | 22                 | 10                 | 2                  | 10                 |             | -           | -           | -           | -           | 123    | 65     | 24     | 34     | 52,85      |             |
| gen.-giu. 1976           | Kickers Offenbach        | B                        | 17         | 5          | 5          | 7          | -               | -               | -               | -               | -               | -                  | -                  | -                  | -                  | -                  | -           | -           | -           | -           | -           | 24     | 10     | 6      | 8      | 41,67      | 17º (retr.) |
| lug.-ott. 1976           | Kickers Offenbach        | B                        | 12         | 7          | 3          | 2          | CG              | 1               | 0               | 1               | 0               | -                  | -                  | -                  | -                  | -                  | -           | -           | -           | -           | -           | 13     | 7      | 4      | 2      | 53,85      | Dim.        |
| Totale Kickers Offenbach | Totale Kickers Offenbach | Totale Kickers Offenbach | 46         | 12+        | 8+         | 9+         |                 | 1               | 0               | 1               | 0               |                    | -                  | -                  | -                  | -                  |             | -           | -           | -           | -           | 47     | 12     | 8      | 9      | 25,53      |             |
| ott. 1977-1978           | AEK Atene                | AE                       | ?          | ?          | ?          | ?          | KE              | ?               | ?               | ?               | ?               | CU                 | 2                  | 0                  | 1                  | 1                  | -           | -           | -           | -           | -           | 2      | 0      | 1      | 1      | &0,00      | 1º          |
| 1978-1979                | Zurigo                   | LNA                      | 22+10      | 13+6       | 6+1        | 3+3        | CS              | 2               | 1               | 0               | 1               | -                  | -                  | -                  | -                  | -                  | -           | -           | -           | -           | -           | 34     | 20     | 7      | 7      | 58,82      | 2º          |
| 1979-mar. 1980           | Zurigo                   | LNA                      | 15         | 10         | 3          | 2          | CS              | 2               | 1               | 0               | 1               | CU                 | 2                  | 0                  | 0                  | 2                  | -           | -           | -           | -           | -           | 19     | 11     | 3      | 5      | 57,89      | Eson.       |
| Totale Zurigo            | Totale Zurigo            | Totale Zurigo            | 47         | 29         | 10         | 8          |                 | 4               | 2               | 0               | 2               |                    | 2                  | 0                  | 0                  | 2                  |             | -           | -           | -           | -           | 53     | 31     | 10     | 12     | 58,49      |             |
| lug.-ott. 1981           | Grazer AK                | 1D                       | 14         | 4          | 3          | 7          | CA              | 1               | 1               | 0               | 0               | -                  | -                  | -                  | -                  | -                  | -           | -           | -           | -           | -           | 15     | 5      | 3      | 7      | 33,33      | Eson.       |
| gen.-giu. 1982           | AEK Atene                | AE                       | ?          | ?          | ?          | ?          | KE              | ?               | ?               | ?               | ?               | -                  | -                  | -                  | -                  | -                  | -           | -           | -           | -           | -           | 0      | 0      | 0      | 0      | —          | 4º          |
| lug. 1982-gen. 1983      | AEK Atene                | AE                       | ?          | ?          | ?          | ?          | KE              | ?               | ?               | ?               | ?               | CU                 | 2                  | 0                  | 0                  | 2                  | -           | -           | -           | -           | -           | 2      | 0      | 0      | 2      | &0,00      | Eson.       |
| Totale AEK Atene         | Totale AEK Atene         | Totale AEK Atene         | ?          | ?          | ?          | ?          |                 | ?               | ?               | ?               | ?               |                    | 4                  | 0                  | 1                  | 3                  |             | -           | -           | -           | -           | 4      | 0      | 1      | 3      | &0,00      |             |
| 10-1983 - 01-1984        | Apollōn Kalamarias       | AE                       | ?          | ?          | ?          | ?          | KE              | ?               | ?               | ?               | ?               | -                  | -                  | -                  | -                  | -                  | -           | -           | -           | -           | -           | 0      | 0      | 0      | 0      | —          | Sub., Eson. |
| Totale carriera          | Totale carriera          | Totale carriera          | 559+       | 264+       | 125+       | 170+       |                 | 47+             | 32+             | 7+              | 8+              |                    | 59                 | 25                 | 10                 | 24                 |             | -           | -           | -           | -           | 665    | 321    | 142    | 202    | 48,27      |             |

## Palmarès

### Giocatore

#### Club
- Campionato jugoslavo: 2

Partizan: 1946-1947, 1948-1949
- Coppa di Jugoslavia: 3

Partizan: 1946-1947, 1951-1952, 1953-1954

#### Nazionale
- Argento olimpico: 2

Londra 1948, Helsinki 1952

### Allenatore

#### Competizioni nazionali
- Campionato tedesco: 1

Colonia: 1961-1962
- Coppa di Germania: 2

Bayern Monaco: 1965-1966, 1966-1967
- Campionato greco: 1

AEK Atene: 1977-1978
- Coppa di Grecia: 1

AEK Atene: 1977-1978

#### Competizioni internazionali
- Coppa delle Coppe: 1

Bayern Monaco: 1966-1967